# Мали Липовец (Жужемберк)
Мали Липовец (словен. Mali Lipovec) је насељено место у општини Жужемберк, регија Југоисточна Словенија, Словенија.

## Историја
До територијалне реорганизације у Словенији био је у саставу старе општине Ново Место.

## Становништво
У попису становништва из 2011. године, Мали Липовец је имао 64 становника.
| Број становника према пописима | Број становника према пописима | Број становника према пописима |
| ------------------------------ | ------------------------------ | ------------------------------ |
| 1991                           | 2002                           | 2011                           |
| 39                             | 53                             | 64                             |

Напомена: Године 2009. извршена је мања размена територија између насеља Мали Липовец и Мачковец при Двору.